# 블라디슬라프 볼코프 (우주비행사)

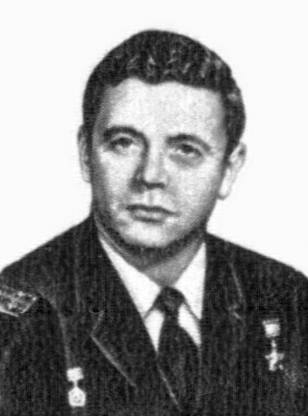

블라디슬라프 니콜라예비치 볼코프(러시아어: Владисла́в Никола́евич Во́лков, 1935년 11월 23일~1971년 6월 30일)는 소비에트 연방의 우주 비행사이다.
그는 소유스 11호로 우주에 갔으며, 게오르기 도브로볼스키와 빅토르 파차예프와 함께 유인우주 비행 중 사망하였다. 우주선의 대기권 재돌입은 정상적으로 이루어졌지만, 지상작업원이 캡슐을 열 때 3명은 이미 사망했다. 조사 결과 궤도를 떠나기 직전에 밸브가 열려 캡슐 내의 공기가 우주로 빠져나가, 3명 모두 질식사했던 것으로 나타났다.
볼코프의 유골은 모스크바 붉은 광장에 크렘린 성벽에 납입되었다. 소행성 1790 볼코프는 그의 이름에서 유래한 것이다.